# プアゾンの匂う女
『プアゾンの匂う女』（プアゾンのにおうおんな）は、1991年にフジテレビ「男と女のミステリー」（現･金曜プレミアム）枠で放送された2時間サスペンスドラマ。原作は小池真理子の「プワゾンの匂う女」（1988年、徳間書店）。

## あらすじ
双子の美人姉妹の遊び仲間が次々と死んで行く。男を翻弄する美人姉妹は実は二つの性格を持つ女だった……。

## 出演
- 浅野ゆう子
- 桜田淳子
- 三浦洋一
- 中西良太
- 北岡夢子
- 明日香尚（現・明日香七穂）
- 速水典子
- 四谷シモン
- 竹内力
- 庄司永健
- 日埜洋人（現・日野陽仁）
- 花王おさむ
- 影山英俊

## スタッフ
- 脚本・竹山洋
- 原作・小池真理子

## 舞台
2004年芸術座公演。原作タイトル「プワゾンの匂う女」として舞台化。
原作：小池真理子、演出：鈴木ひがし
キャスト
十朱幸代、藤真利子、すまけい、榎木孝明